# Házael González
Házael González (Cerredo, Asturias, 18 de febrero de 1976) es un escritor español, especializado en literatura fantástica.
Su obra más difundida es el ciclo literario Historias de la Tierra Incontable, publicado desde 2012.

## Trayectoria
Es licenciado en Historia del Arte por la Universidad de Barcelona (UB) y Máster de Patrimonio Cultural (Investigación y Gestión) por la Universidad de las Islas Baleares (UIB). Aparte de su faceta de escritor colabora quincenalmente como columnista en el periódico Última Hora y en la revista web especializada en cine fantástico Scifiworld, escribiendo reseñas sobre literatura fantástica. Además, ha ejercido como crítico de cine y cómic en revistas especializadas como Volumen Dos, Top Cómic, Hentai, Wizard o Dolmen.
Además ha sido locutor de radio en emisoras como Ona Mallorca o IB3 Ràdio y profesor de periodismo, publicidad y protocolo en la universidad ESERP durante más de una década. Es miembro de la Associació Balear d’Amics de les Bandes Sonores (ABABS), dedicada a la promoción y difusión de la música de cine, con la que ha colaborado en múltiples ocasiones y participó en el XXXII Encuentro de Escritores y Críticos de las Letras Españolas celebrado en Pendueles (Llanes, Asturias), entre otras actividades.
Finalmente, y en paralelo a su labor como escritor, ha incorporado la edición a su actividad literaria.

## Obras

### Literatura fantástica
Historias de la Tierra Incontable. De 2012 a 2017 se publicaron seis volúmenes y desde 2019 Dolmen Editorial emprendió su reedición, con correcciones y añadidos, y la publicación de títulos posteriores.
- Círculo Primero: el Despertar. Alberto Santos Editor, 2012. ISBN 978-84-15238-40-9; Dolmen Editorial, 2019. ISBN 978-84-17389-90-1
- Círculo Segundo: Viaje a la Profundidad. Alberto Santos Editor, 2013. ISBN 978-84-15238-46-1
- Círculo Tercero: la Música del Mundo. Alberto Santos Editor, 2014. ISBN 978-84-15238-64-5
- Historias Élficas. Alberto Santos Editor, 2015. ISBN 978-84-15238-86-7
- Historias de la Verdadera. Alberto Santos Editor, 2016. ISBN 978-84-94536-82-3
- Círculo Cuarto: las Manos del Tiempo. Alberto Santos Editor, 2017. ISBN 978-84-947250-0-5
- Historias de Sirenas. Dolmen Editorial, 2019. ISBN 978-84-17389-89-5

### Cómic
- Arn, el Navegante.[9][10] Dolmen Editorial, 2021. ISBN 978-84-18510-83-0 (guion de Házael González, ilustraciones de Raúlo Cáceres)

### Literatura zombi
- La Muerte Negra.[11] Dolmen Editorial, 2010. ISBN 978-84-937544-4-0
- Quijote Z.[12] Dolmen Editorial, 2010. ISBN 978-84-937544-8-8

### Música cinematográfica
- Música per al Nou Mil·lenni. Edicions Documenta Balear, 2006. ISBN 978-84-96376-73-1
- Casino Royale. La Música de las Películas de James Bond.[13] Alberto Santos Editor, 2014. ISBN 978-84-15238-68-3

### Ensayo
- Danzando con la Realidad: las Creaciones Meta-Artísticas de Alejandro Jodorowsky.[14] Dolmen Editorial, 2011. ISBN 978-84-15201-22-9

### Viajes
- La vuelta al mundo en 111 días.[15] Plan B Publicaciones, 2021. ISBN 978-84-17956-89-9

### Cuento infantil
- ¿De qué están hechos los sueños? Alberto Santos Editor, 2015. ISBN 978-84-15238-88-1
- ¿Dónde está Halloween?[16][17][18] Disset, 2024. ISBN 978-84-96199-61-3

### Otros
- Kama Sutra Japonés. Ediciones Robinbook, 2007. ISBN 978-84-7927-888-5